# Live at Yoshi’s (Pat-Martino-Album)
Live at Yoshi’s ist ein Jazzalbum von Pat Martino. Die vom 15. bis 17. Dezember 2000 im Jazzclub Yoshi’s in Oakland entstandenen Aufnahmen erschienen im Juni 2001 auf Blue Note Records. Es war das 20. Album des Gitarristen unter eigenem Namen.

## Hintergrund
In Erinnerung an seine frühe Arbeit mit Hammond B-3-Größen wie Jack McDuff und Trudy Pitts stellte Martino 2000 ein Orgeltrio zusammen. 30 Jahre lang hatte Martino nicht mehr mit einem Organisten in seiner Gruppe gespielt. Seinem neuen Trio gehörte Joey DeFrancesco an, der zum Zeitpunkt der Aufnahmen zu einem der führenden Hammond-B3-Spieler seiner Generation herangewachsen war, hieß es in All About Jazz, und am Schlagzeug saß Billy Hart. Dessen Zusammenarbeit mit DeFrancesco geht wiederum auf eine SteepleChase-Aufnahmesession von 1997 zurück, als die beiden mit Doug Raney The Backbeat einspielten.
Martinos Repertoire umfasste Stücke aus seinen vergangenen Alben, angefangen mit der funkigen Nummer „Mac Tough“ aus seinem Album Stone Blue von 1998, und geht bei der Auswahl bis ins Jahr 1965 zurück, als er „All Blues“ mit Eric Kloss, Don Patterson und Billy James eingespielt hatte.

## Titelliste

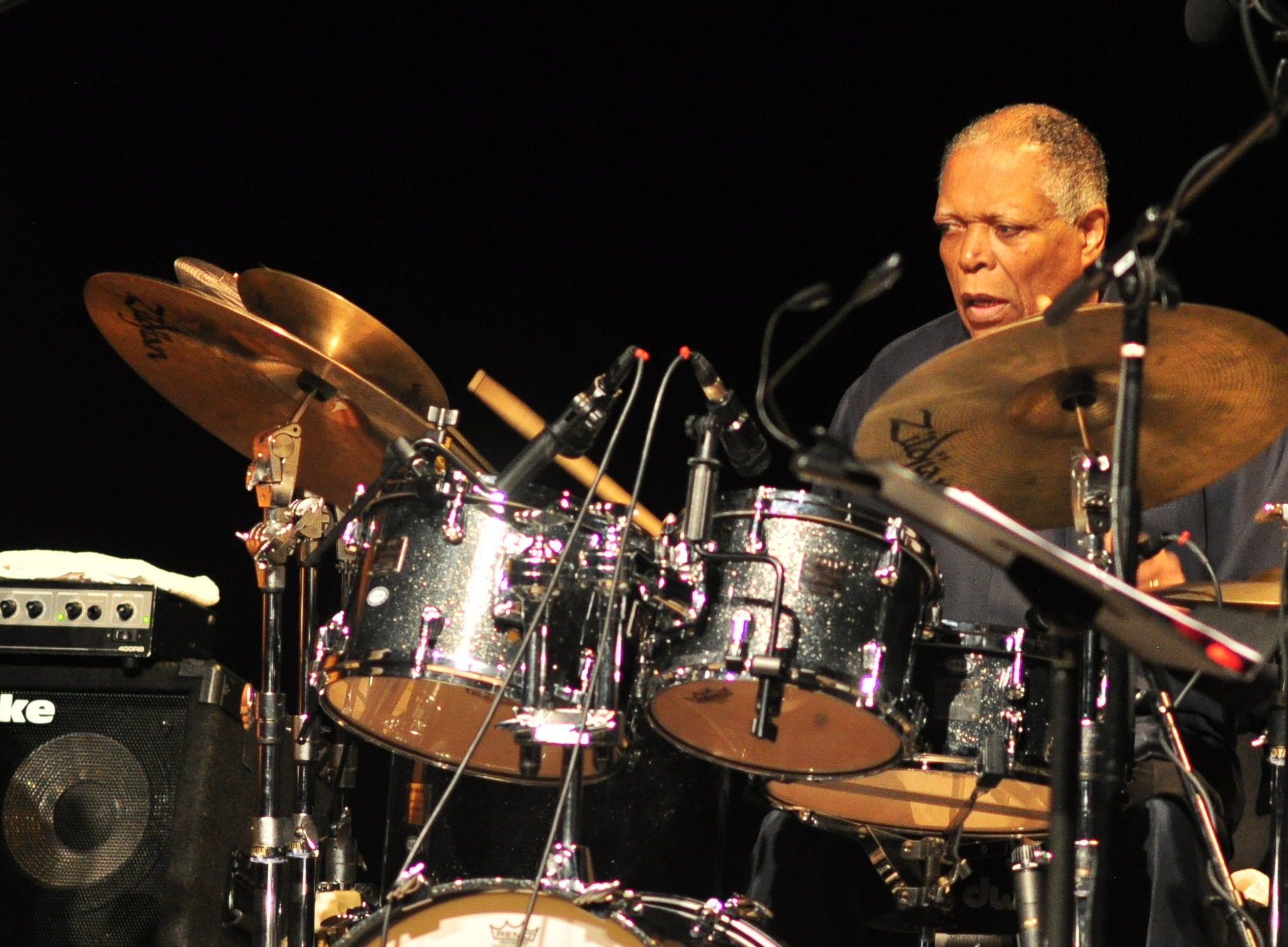
Billy Hart (2017)

- Pat Martino: Live at Yoshi’s (Blue Note CDP 599749)[3]

1. Oleo (Sonny Rollins) 6:57
2. All Blues (Miles Davis) 12:00
3. Mac Tough 9:59
4. Welcome to a Prayer 10:30
5. El Hombre 10:25
6. Recollection 7:55
7. Blue in Green (Miles Davis) 7:16
8. Catch 11:05

Wenn nicht anders vermerkt, stammen die Kompositionen von Pat Martino.

## Rezeption
Live at Yoshi’s war für die Grammy Awards 2001 als bestes Jazzinstrumentalalbum nominiert; der Titel „All Blues“ war für einen weiteren Grammy (bestes Jazzinstrumentalsolo) nominiert.
Paula Edelstein verlieh dem Album in Allmusic viereinhalb Sterne und schrieb, begleitet von Joey DeFrancesco an der Hammond B-3 und Billy Hart am Schlagzeug werde der harte Bop verbunden mit funkigem Soul-Jazz dieses Trios Liebhaber dieser Trioform begeistern. Martino, der Erbe des warmen, bluesigen Gitarrenstils von Wes Montgomery, spiele hier acht großartige Kompositionen, darunter zwei ausgedehnte Versionen der klassischen Miles-Davis-Kompositionen „All Blues“ und „Blue in Green“ [von dessen Album Kind of Blue, 1959]. Aufgrund der Konzert-Atmosphäre bei Live at Yoshi's seien die schwindelerregende Geschicklichkeit und die kühlen Töne des Gitarristen etwa auf „Catch“ temperamentvoller denn je.
Nach Ansicht von C. Andrew Hovan, der das Album in All About Jazz rezensierte, sei Live at Yoshi's definitiv großartig; ohne Gimmicks, besondere Gäste auf rotierenden Tracks [wie noch in All Sides Now] oder Overdub-Extras sei Martino in Bestform, bemerkenswert unterstützt von Joey DeFrancesco und Billy Hart.

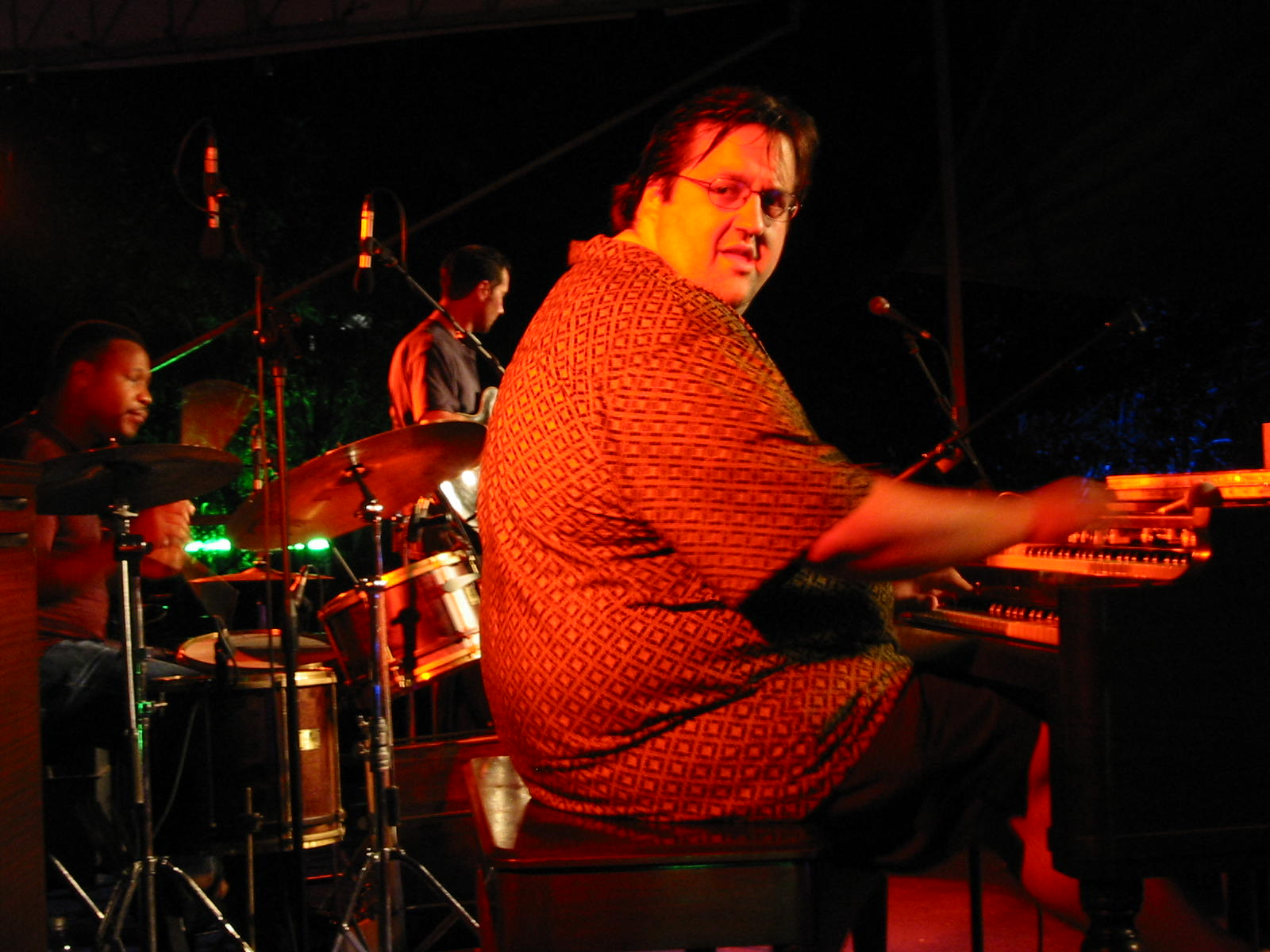
Joey Defrancesco 2002

Chip Stern schrieb in JazzTimes, Pat Martino habe sich inzwischen als experimentierfreudiger Postmodernist etabliert, der mit einer gefeierten Reihe von Soloaufnahmen für die Label Prestige und Muse Records aus dem Mainstream-Jazz-Gitarren-Bereich hervorging und mutig wurzelige Elemente des urbanen Blues und R&B mit Bebop, Harmonien des 20. Jahrhunderts und Weltmusik-Anleihen kombinierte.
Nach Ansicht von John Heidt (Vintage Guitar) präsentiere sich Pat Martino als einer der ganz Großen, der hier mit einer brillanten Band auftritt und großartig spiele.
Maurice Bottomley hob in Pop Matters hervor, mit welcher Leichtigkeit Martino seine Soli organisiere und die Veränderungen im musikalischen Verlauf vornimmt. Martinos Fähigkeit, schnell zu improvisieren und Licks zu tauschen, beeindrucke immer wieder und seine Kameraden verlieren im Vergleich dazu wenig an Profil. Abgesehen vom Rollins-Cover „Oleo“ hebt der Autor „El Hombre“ als delikates Beispiel für rasanten Funk hervor. Dies sei eine wahrhaft turbogeladene Fahrt, und der einzige Punkt, an dem der mächtige Hammondorganist nicht besiegt werden kann – DeFrancesco lasse alles hinter sich, überwältigend auf die aufregendste Art und Weise. Martino trete dann spielerisch auf die Bremse und führe einige der melodischsten Läufe aus, bevor er zu einem kurzen Spurt ins Ziel ansetzt. Billy Hart füge hier auch eine Energie und eine Präsenz hinzu, die man in diesem Genre nicht oft von Perkussionisten bekommt. Alle drei seien total angefeuert, und wenn die Resonanz des Publikums ein Maß dafür ist, muss es eine großartige Nacht gewesen sein.